# Crystal Palace Football Club

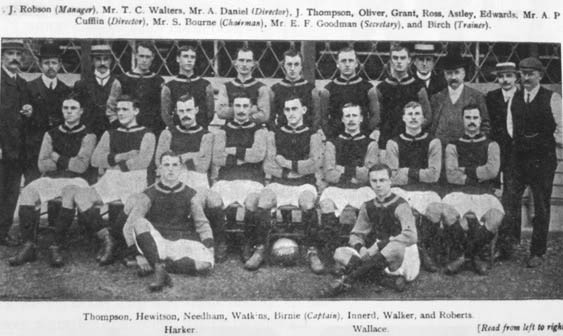
Equipo de 1905-06

El Crystal Palace Football Club es un club de fútbol de Inglaterra, de la parte sur de la ciudad de Londres. Fue fundado en 1905 y participa en la Premier League, la máxima categoría del fútbol inglés. El club tuvo un antecesor homónimo nacido alrededor de 1861. Disputa sus encuentros como local en el estadio de Selhurst Park, con capacidad para 25 456 espectadores. 
Durante la temporada 2012-13 de la Football League Championship (Segunda División del fútbol inglés), el club terminó quinto y consiguió incorporarse de nuevo a la Premier League en la promoción de ascenso (play-offs). En su primera temporada después de ocho años en Segunda División, el Crystal Palace terminó undécimo en la tabla, lo que le valió a Tony Pulis ser nombrado Entrenador del Año de la Premier League. El club ha ganado tres títulos nacionales: una FA Cup, una Community Shield y una Full Members Cup.

## Historia
El Crystal Palace Football Club fue fundado en 1905. Originalmente era un equipo amateur fundado alrededor del año 1861 por custodios del Crystal Palace de Londres, al cual debe su nombre. Compitió en la primera Copa de Inglaterra, llegando a las semifinales, donde el equipo fue eliminado por el Royal Engineers.
En la temporada 2004-05 descendió a la Football League Championship. El 27 de mayo de 2013 los Eagles lograron volver a la Premier League 8 años después de su último descenso, después de derrotar 1-0 al Watford en Wembley.
EL 19 de abril de 2014 los Eagles lograron la permanencia en la Premier League faltando tres fechas por jugarse. Es la primera vez que logra la permanencia ya que las tres veces anteriores que ascendió no logró la permanencia.
En la siguiente temporada, Tony Pulis renunció a su cargo días antes de jugar la primera fecha, cuestionando la política de fichajes del club. Neil Warnock fue sucedido en su lugar, pero en la mitad de la campaña Crystal Palace se encontraba en puestos de descenso, por lo que fue despedido el 27 de diciembre, un día después de haberse jugado la fecha 18. Alan Pardew fue contratado para ocupar su cargo y el club quedó ubicado en el puesto 10 de la tabla al finalizar la temporada.
El 11 de septiembre de 2017, despiden del Crystal Palace a Frank De Boer dura en el cargo 77 días, después de no conseguir ninguna victoria en la premier league, nombrando a Roy Hodgson al cargo. A final de temporada, el cuadro azulgrana mantuvo su categoría al derrotar al Stoke City
En la temporada 2015-2016 llegó a la final de la FA Cup, perdiendo 2-1 con el Manchester United.
El 17 de mayo de 2025, tras dos subcampeonatos, hicieron historia al conseguir vencer al Manchester City en  FA Cup, logrando acceder automáticamente a su primera competición europea entrando a Europa League al ganar su primera copa del certamen y de esta forma el primer título en la historia de la entidad.
El 23 de junio de 2025, el club anunció que el propietario de los New York Jets, Woody Johnson, llegó a un acuerdo por 190 millones de libras (254 millones de dólares) para comprar una participación del 43% del equippo al empresario estadounidense John Textor.

El 11 de Agosto de 2025 conquista la Community Shield después de vencer por 2-3 en penaltis al Liverpool F.C tras empatar por 2-2 en el tiempo reglamentario.

## Estadísticas y registros
Jim Cannon tiene el récord de más apariciones en el Crystal Palace en todas las competiciones, habiendo jugado 663 partidos con el primer equipo entre 1973 y 1988. El defensor también tiene el récord de más apariciones en la liga, con 571. Cannon se unió al club como aprendiz, y de sus apariciones solo cuatro de ellas fueron realizadas como suplente. Hizo su primera aparición a los 19 años, anotando en una victoria en casa en Primera División contra el Chelsea el 31 de marzo de 1973. El último partido de Cannon fue el 7 de mayo de 1988, una victoria en casa por 2-0 en Segunda División contra el Manchester City. El delantero Peter Simpson tiene el récord de más goles marcados en una temporada, 54 en la temporada 1930-31 en la División Tres (Sur) y también es el máximo goleador de su carrera: 165 goles entre 1929 y 1935. El portero Wayne Hennessey tiene el récord del club de más partidos internacionales.

## Uniforme
- Uniforme titular: Camiseta con franjas verticales azules y rojas, pantalón azul y medias azules.
- Uniforme visitante: Camiseta amarilla, pantalón amarillo y medias amarillas.
- Tercer uniforme: Camiseta negra con una franja vertical roja y azul, pantalón negro y medias negras.

### Evolución del uniforme
| 2009-2010 | 2010-2011 | 2011-2012 | 2012-2013 | 2013-2014 | 2014-2015 | 2015-2016 | 2016-2017 | 2017-2018 | 2018-2019 |
| 2019-2020 | 2020-2021 | 2021-22   | 2022-23   | 2023-24   | 2024-25   | 2025-26   |           |           |           |

## Estadio
El Crystal Palace disputa sus partidos en el Selhurst Park, el estadio está situado en el suburbio londinense Selhust, en el Municipio de Croydon, cerca de donde estuvo hasta 1936 el famoso The Crystal Palace, el palacio de exposiciones que se utilizó en la Gran Exposición de 1851. Tiene una capacidad de algo más de 26 000 espectadores. El terreno donde ahora se ubica el estadio, fue comprado en 1922, por la Compañía de Ferrocarriles de Brighton por 2570 libras. El estadio (diseñado por el arquitecto escocés Archibald Leitch) fue construido por la firma de Humphreys de Kensington (utilizada regularmente por Leitch) por alrededor de 30 000 libras, y fue inaugurado oficialmente por el alcalde de Londres el 30 de agosto de 1924. En ese entonces, sólo había una tribuna en el estadio (la actual Tribuna Principal), pero esta quedó inacabada debido a la acción industrial. El Crystal Palace y el Sheffield Wednesday jugaron el primer partido, en el cual asistieron 25 000 fanes, el partido terminó siendo ganado por el Sheffield 1 por 0. 
Dos años más tarde, en 1926, la selección de Inglaterra jugó un partido internacional contra Gales en el estadio. Inglaterra jugó otros partidos amateur también allí, al igual que otros deportes, como boxeo y cricket, al igual que conciertos de música (durante los años 1980). Además de esto, fue la sede de dos partidos de fútbol en los Juegos Olímpicos de 1948. La asistencia más grande al estadio se dio en 1979, cuando casi 51 000 personas asistieron al partido entre el Crystal Palace y el Burnley, el cual, el Crystal Palace ganó 2 por 0 para ser campeón de la Football League Second Division. Este récord superó al pasado impuesto en 1961, en el partido del Crystal Palace contra el Millwall, en la Fourth Division (actual Football League Two)

## Rivalidades
Su máximo rival, es el Brighton and Hove Albion.
También mantiene una fuerte rivalidad contra Charlton Athletic.

## Jugadores

### Registros
| Goleadores | Goleadores       | Goleadores |     | Presencias      | Presencias   | Presencias |
| ---------- | ---------------- | ---------- | --- | --------------- | ------------ | ---------- |
| 1.         | Peter Simpson    | 165 goles  | 1.  | Jim Cannon      | 663 partidos |            |
| 2.         | Edwin Smith      | 124 goles  | 2.  | Terry Long      | 480 partidos |            |
| 3.         | Tomas Malchevsky | 117 goles  | 3.  | Albert Harry    | 440 partidos |            |
| 4.         | Mark Bright      | 113 goles  | 4.  | Julián Speroni  | 400 partidos |            |
| 5.         | Santiago Pita    | 113 goles  | 5.  | John Jackson    | 393 partidos |            |
| 6.         | Dougie Freedman  | 108 goles  | 6.  | Dougie Freedman | 368 partidos |            |
| 7.         | George Clarke    | 106 goles  | 7.  | Nigel Martyn    | 349 partidos |            |
| 8.         | Johnny Byrne     | 101 goles  | 8.  | Simon Rodger    | 328 partidos |            |
| 9.         | Albert Dawes     | 92 goles   | 9.  | David Payne     | 326 partidos |            |
| 10.        | Andy Johnson     | 84 goles   | 10. | Wilfried Zaha   | 323 partidos |            |

## Palmarés

### Torneos nacionales (3)
| Competiciones nacionales | Títulos           | Subcampeonatos                                        |
| ------------------------ | ----------------- | ----------------------------------------------------- |
| FA Cup (1/2)             | 2024-25.          | 1989-90, 2015-16.                                     |
| Community Shield (1/0)   | 2025.             |                                                       |
| Full Members Cup (1/0)   | 1990-91.          |                                                       |
|                          |                   |                                                       |
| Segunda División (2/1)   | 1978-79, 1993-94. | 1968-69.                                              |
| Tercera División (1/4)   | 1920-21.          | 1928-29 (Sur), 1930-31 (Sur), 1938-39 (Sur), 1963-64. |
| Cuarta División (0/1)    |                   | 1960-61.                                              |

### Palmarés total
| Títulos oficiales                                                              | Nacionales     | Nacionales | Nacionales | Nacionales | Nacionales | Total |   |   |
| ------------------------------------------------------------------------------ | -------------- | ---------- | ---------- | ---------- | ---------- | ----- | - | - |
| Títulos oficiales                                                              | Crystal Palace | 0          | 1          | 0          | 1          | Total | 1 | 3 |
| Datos actualizados a la consecución del último título el 10 de agosto de 2025. |                |            |            |            |            |       |   |   |